# Braga Open 2024 - Doppio
Il doppio del torneo di tennis professionistico Braga Open 2024, facente parte della categoria Challenger 75 nell'ambito dell'ATP Challenger Tour 2024, si è giocato dal 30 settembre al 6 ottobre a Braga, in Portogallo. Marco Bortolotti e Alexandru Jecan erano i detentori del titolo ma hanno scelto di partecipare con compagni diversi: Bortolotti ha giocato in coppia con Daniel Cukierman mentre Jecan in coppia con Ivan Liutarevich.
In finale Théo Arribagé e Francisco Cabral hanno sconfitto Marco Bortolotti e Daniel Cukierman con il punteggio di 6–3, 6–4.

## Teste di serie
1. Victor Vlad Cornea /  Denys Molčanov (primo turno)
2. Théo Arribagé /  Francisco Cabral (campioni)

1. George Goldhoff /  Fernando Romboli (primo turno)
2. Filip Bergevi /  Mick Veldheer (quarti di finale)

## Wildcard
1. Pedro Araújo /  João Domingues (quarti di finale)

1. Tiago Pereira /  Duarte Vale (quarti di finale)

## Alternate
1. Hynek Bartoň /  Vít Kopřiva (quarti di finale)

1. Adrian Andreev /  Filip Cristian Jianu (primo turno)

## Tabellone

### Legenda
| - Q = Qualificato - WC = Wild card - LL = Lucky loser | - ALT = Alternate - SE = Special Exempt - PR = Protected Ranking | - w/o = Walkover - r = Ritirato - d = Squalificato |

|  | Primo turno | Primo turno              | Primo turno              | Primo turno | Primo turno |  |  | Quarti di finale | Quarti di finale         | Quarti di finale         | Quarti di finale    | Quarti di finale    |   |   | Semifinali | Semifinali                        | Semifinali                        | Semifinali                     | Semifinali                     |   |   | Finale | Finale | Finale | Finale | Finale |  |
|  |             |                          |                          |             |             |  |  |                  |                          |                          |                     |                     |   |   |            |                                   |                                   |                                |                                |   |   |        |        |        |        |        |  |
|  | 1           | VV Cornea D Molčanov     | 6                        | 64          | [11]        |  |  |                  |                          |                          |                     |                     |   |   |            |                                   |                                   |                                |                                |   |   |        |        |        |        |        |  |
|  | Alt         | H Bartoň V Kopřiva       | 3                        | 7           | [13]        |  |  | Alt              | H Bartoň V Kopřiva       | H Bartoň V Kopřiva       | 0                   | 4                   |   |   |            |                                   |                                   |                                |                                |   |   |        |        |        |        |        |  |
|  |             | M Bortolotti D Cukierman | M Bortolotti D Cukierman | 7           | 6           |  |  |                  | M Bortolotti D Cukierman | M Bortolotti D Cukierman | 6                   | 6                   |   |   |            |                                   |                                   |                                |                                |   |   |        |        |        |        |        |  |
|  |             | DE Galán C Taberner      | DE Galán C Taberner      | 5           | 1           |  |  |                  |                          |                          |                     |                     |   |   |            | M Bortolotti D Cukierman          | M Bortolotti D Cukierman          | 6                              | 6                              |   |   |        |        |        |        |        |  |
|  | 3           | G Goldhoff F Romboli     | 3                        | 6           | [2]         |  |  |                  |                          |                          | I Sabanov M Sabanov | I Sabanov M Sabanov | 2 | 4 |            |                                   |                                   |                                |                                |   |   |        |        |        |        |        |  |
|  |             | I Sabanov M Sabanov      | 6                        | 2           | [10]        |  |  |                  | I Sabanov M Sabanov      | I Sabanov M Sabanov      | 6                   | 6                   |   |   |            |                                   |                                   |                                |                                |   |   |        |        |        |        |        |  |
|  |             | S Martos Gornés S Walków | 61                       | 6           | [6]         |  |  | WC               | T Pereira D Vale         | T Pereira D Vale         | 1                   | 3                   |   |   |            |                                   |                                   |                                |                                |   |   |        |        |        |        |        |  |
|  | WC          | T Pereira D Vale         | 7                        | 3           | [10]        |  |  |                  |                          |                          |                     |                     |   |   |            | Marco Bortolotti Daniel Cukierman | Marco Bortolotti Daniel Cukierman | 3                              | 4                              |   |   |        |        |        |        |        |  |
|  |             | G Ricca F Romano         | G Ricca F Romano         | 4           | 5           |  |  |                  |                          |                          |                     |                     |   |   |            |                                   | 2                                 | Théo Arribagé Francisco Cabral | Théo Arribagé Francisco Cabral | 6 | 6 |        |        |        |        |        |  |
|  |             | A Jecan I Liutarevich    | A Jecan I Liutarevich    | 6           | 7           |  |  |                  | A Jecan I Liutarevich    | A Jecan I Liutarevich    | 6                   | 6                   |   |   |            |                                   |                                   |                                |                                |   |   |        |        |        |        |        |  |
|  |             | N Oberleitner A Virgili  | N Oberleitner A Virgili  | 3           | 5           |  |  | 4                | F Bergevi M Veldheer     | F Bergevi M Veldheer     | 0                   | 4                   |   |   |            |                                   |                                   |                                |                                |   |   |        |        |        |        |        |  |
|  | 4           | F Bergevi M Veldheer     | F Bergevi M Veldheer     | 6           | 7           |  |  |                  |                          |                          |                     |                     |   |   |            | A Jecan I Liutarevich             | A Jecan I Liutarevich             | 4                              | 5                              |   |   |        |        |        |        |        |  |
|  | WC          | P Araújo J Domingues     | P Araújo J Domingues     | 6           | 6           |  |  |                  |                          | 2                        | T Arribagé F Cabral | T Arribagé F Cabral | 6 | 7 |            |                                   |                                   |                                |                                |   |   |        |        |        |        |        |  |
|  | Alt         | A Andreev FC Jianu       | A Andreev FC Jianu       | 1           | 1           |  |  | WC               | P Araújo J Domingues     | P Araújo J Domingues     | 2                   | 1                   |   |   |            |                                   |                                   |                                |                                |   |   |        |        |        |        |        |  |
|  |             | V Kirkov E Nava          | 6                        | 3           | [5]         |  |  | 2                | T Arribagé F Cabral      | T Arribagé F Cabral      | 6                   | 6                   |   |   |            |                                   |                                   |                                |                                |   |   |        |        |        |        |        |  |
|  | 2           | T Arribagé F Cabral      | 4                        | 6           | [10]        |  |  |                  |                          |                          |                     |                     |   |   |            |                                   |                                   |                                |                                |   |   |        |        |        |        |        |  |